# 서현기
서현기(1979년 8월 13일 ~ )는 대한민국의 배우이다.

## 데뷔
1995년 KBS 한국방송공사 특채 연기자 첫 데뷔하였다.

## 출연작

### 드라마
- 1996년 MBC 청소년드라마 《나》
- 1997년 SBS 월화드라마 《여자》
- 1997년 MBC 일일시트콤 《남자 셋 여자 셋》
- 1997년~1998년 KBS 청소년드라마 《신세대 보고 - 어른들은 몰라요》
- 1998년 EBS 청소년드라마 《내일》
- 1999년 KBS2 미니시리즈 《학교》 ... 박영범 역
- 1999년 KBS2 청소년드라마 《학교 2》 ... 짱 역
- 1999년 MBC 미니시리즈 《햇빛속으로》
- 2000년 KBS2 미니시리즈 《성난 얼굴로 돌아보라》
- 2000년 MBC 미니시리즈 《이브의 모든 것》
- 2001년 MBC 미니시리즈 《선희 진희》
- 2002년 SBS 주말 특별기획 《유리 구두》 ... 이인수 역
- 2002년 MBC 미니시리즈 《로망스》 ... 이강주 역
- 2002년 MBC 일일시트콤 《뉴 논스톱》 ... 지난날 고등학교 시절에 하하와 악연을 유발한 하하의 고교 동창 서현기 역(카메오)
- 2003년 MBC 미니시리즈 《러브레터》 ... 태환 역
- 2003년 MBC 미니시리즈 《남자의 향기》 ... 장도리 역
- 2003년 MBC 국방홍보원공동제작특집드라마 《아르곤》 ... 김수용 역
- 2007년 KBS2 미니시리즈 《경성스캔들》 ... 망치 역
- 2014년 KBS1 대하드라마 《정도전》 ... 마름 역

### 영화
- 2001년 《신라의 달밤》 ... 하얀 머리 역
- 2002년 《4발가락》 ... 양아치 2 역
- 2015년 《치외법권》 ... 외눈 역

### TV 방송
- 1995년 《오늘은 좋은날》
- 경찰청 사람들
- 기막힌 이야기 실제상황